# 朱奇瀴
襄阴安惠王朱奇瀴（1459年—1496年6月14日），明朝晋庄王朱锺铉的庶四子，母亲是夫人王氏。明朝第一代襄阴王。

## 生平
天顺八年（1464年）四月赐名。
成化五年（1469年）五月，明宪宗遣隆平侯張祐、駙馬都尉周景、富陽伯李輿、懷柔伯施鑑、保定伯孟昂為正使，工科右給事中陳峻、戶科給事中鄧山、刑科給事中王誼、戶部郎中劉岌、禮部署郎中事員外郎彭彥充為副使，持節封朱奇瀴為襄陰王。其王府在晋王府東。
成化十二年（1476年）三月，宪宗遣駙馬都尉石璟、慶雲伯周壽、安鄉伯張寧、定襄伯郭嵩、成安伯郭鐄、成山伯王鏞為正使，兵部郎中劉大夏、刑部郎中吳琮、工部郎中陳仲舒、吏部員外郎陳賓、戶部員外郎孔宗顯、禮部員外郎趙繕為副使，冊封曲陽縣縣丞王恭的女兒為襄陰王妃。
弘治三年（1490年）七月，因朱锺铉所请，赐朱奇瀴《小學四書》《洪武正韻》等書各一部。
弘治九年（1496年）五月，朱奇瀴去世。明孝宗闻讯，輟朝一日，按制度賜祭葬，谥安惠。
弘治十三年（1500年）十月，朱奇瀴的嫡三子朱表楗作为襄阴长子（郡王继承人的封号）受册袭封。

## 评价
- 《弇山堂别集》卷074：好和不争，柔質慈民。

## 家庭

### 妻妾
- 王妃王氏

### 子孙
- 嫡长子朱表椅，成化十四年（1478年）四月赐名，[9]早亡
- 庶次子朱表櫧，弘治元年（1488年）十二月赐名[10]
- 嫡三子襄阴宣懿王朱表楗
- 嫡四子朱表樸，弘治六年（1493年）三月赐名[11]
- 嫡五子朱表橋，弘治六年（1493年）十月赐名[12]
- 嫡六子朱表柯，弘治七年（1494年）十二月赐名[13]